# Alex Foxen
William Alexander „Alex“ Foxen (* 1. Februar 1991 in Cold Spring Harbor, New York) ist ein professioneller US-amerikanischer Pokerspieler.
Foxen gilt als einer der besten Turnierspieler der Welt und hat sich mit Poker bei Live-Turnieren knapp 31,5 Millionen US-Dollar erspielt. Er gewann am Las Vegas Strip im Dezember 2019 das Main Event der World Poker Tour und im Juni 2022 ein Bracelet bei der World Series of Poker. Der Amerikaner wurde vom Global Poker Index in den Jahren 2018 und 2019 jeweils als Spieler des Jahres ausgezeichnet. Er stand insgesamt 73 Wochen an der Spitze der Livepoker-Weltrangliste, davon für 37 Wochen in Serie, was jeweils einen Rekordwert darstellt.

## Persönliches
Foxen wuchs mit zwei Schwestern auf und besuchte die Carroll School of Management. Er spielte College Football auf der Position des Tight End am Boston College, das er mit einem Bachelor in Finanzmathematik abschloss. Mit der kanadischen Pokerspielerin Kristen Bicknell ist er seit 2018 liiert und seit 2022 verheiratet. Das Paar lebt in Las Vegas.

## Pokerkarriere

### Online
Foxen spielt seit November 2009 online unter den Nicknames bigfox86 (PokerStars), fktheseguysbro (partypoker sowie GGPoker), OutFoxenYou (Americas Cardroom), RideTheSploogeLuge (Carbon Poker), SploogeLuge (BlackChip sowie Pokerhost) und GreyPoupon (888poker). Dabei liegen seine Turniergewinne bei mehr als 5,5 Millionen US-Dollar. Im Jahr 2019 stand er zeitweise auf dem vierten Platz des PokerStake-Rankings, das die erfolgreichsten Onlinepoker-Turnierspieler weltweit listet.

### Live

#### 2012–2017: Erste Turniererfolge

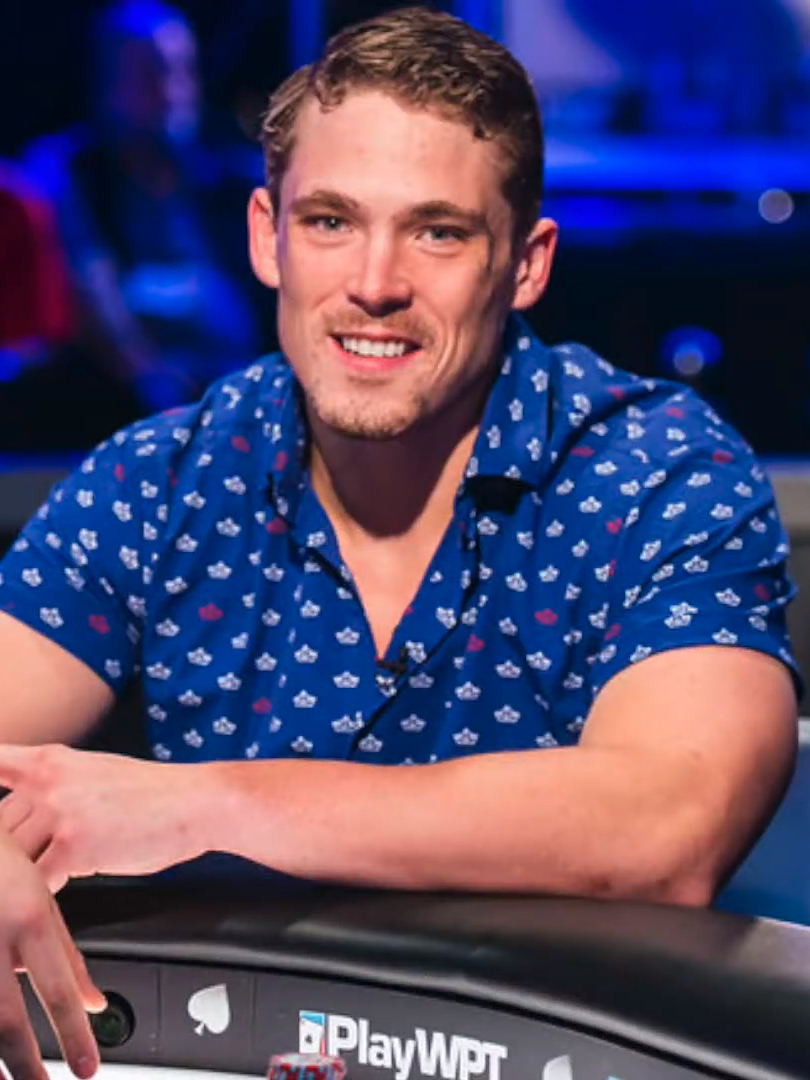
Foxen beim Five Diamond World Poker Classic am Las Vegas Strip (2017)

Seine erste Geldplatzierung bei einem Live-Turnier erzielte Foxen Mitte Mai 2012 beim Circuit der World Series of Poker (WSOP) in New Orleans. Dort gewann er ein Turnier und erhielt eine Siegprämie von mehr als 20.000 US-Dollar. Im Juni 2015 war er erstmals bei der WSOP-Hauptturnierserie im Rio All-Suite Hotel and Casino am Las Vegas Strip erfolgreich und kam bei drei Turnieren der Variante No Limit Hold’em in die Geldränge. Bei der WSOP 2016 belegte Foxen den 109. Platz im Main Event für knapp 50.000 US-Dollar Preisgeld. Ein Jahr später erreichte er bei der WSOP 2017 insgesamt 14-mal die Geldränge. Dabei sicherte er sich sein höchstes Preisgeld von rund 100.000 US-Dollar für einen dritten Platz bei einem Event in No Limit Hold’em. Mitte August 2017 gewann der Amerikaner ein Turnier bei den Seminole Hard Rock Poker Open in Hollywood, Florida, mit einer Siegprämie von mehr als 200.000 US-Dollar. Im Dezember 2017 erreichte er beim Main Event der World Poker Tour (WPT) im Hotel Bellagio am Las Vegas Strip den Finaltisch und erhielt für seinen zweiten Platz ein Preisgeld von mehr als 1,1 Millionen US-Dollar.
Insgesamt hatte Foxen bis zum Jahresende 2017 Turniergewinne von mehr als 2 Millionen US-Dollar aufzuweisen.

#### 2018: Erstmals Weltranglistenerster und Spieler des Jahres

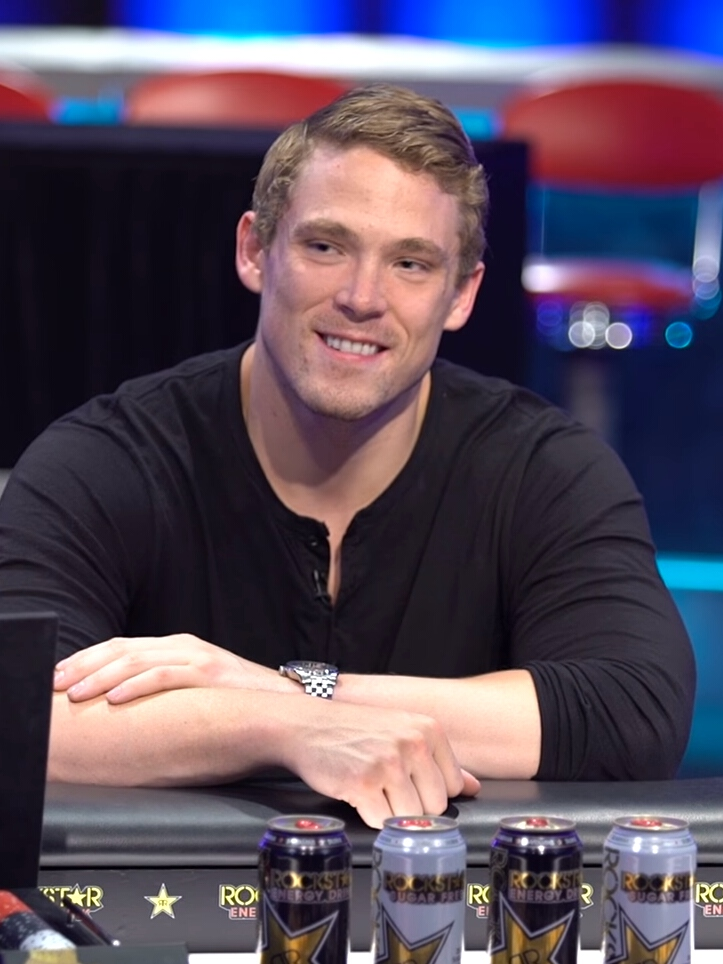
Foxen nach dem Gewinn eines Events des L.A. Poker Classic in Los Angeles (2018)

Foxen setzte sich Ende Februar 2018 beim High Roller des L.A. Poker Classic in Los Angeles mit einem Hauptpreis von knapp 430.000 US-Dollar durch. Mitte März 2018 gewann er auch das Super High Roller der Asia Pacific Poker Tour in Macau und sicherte sich eine Siegprämie von umgerechnet knapp einer Million US-Dollar. Mitte Juni 2018 siegte er bei einem Turnier der bei der DeepStack Championship Poker Series im Venetian Resort Hotel am Las Vegas Strip und erhielt, nachdem er im Heads-Up seine Freundin Kristen Bicknell besiegt und zuvor einen Deal mit ihr ausgehandelt hatte, ein Preisgeld von 239.000 US-Dollar. Die Spielweise, die die Kanadierin und er bei drei verbliebenen Spielern gegen Kahle Burns gezeigt hatten, wurde im Anschluss an das Turnier kontrovers diskutiert, da den beiden ein zurückhaltender Spielstil gegeneinander (sogenanntes „Softplay“) vorgeworfen wurde. Mitte August 2018 gewann Foxen, wie bereits im Vorjahr, ein Event der Seminole Hard Rock Poker Open mit einer Siegprämie von mehr als 200.000 US-Dollar. Zwei Wochen später belegte er bei einem Event der European Poker Tour (EPT) in Barcelona den dritten Platz und erhielt ein Preisgeld von mehr als 450.000 Euro. Anfang Oktober 2018 wurde der Amerikaner beim Main Event der partypoker Millions Dusk Till Dawn in Nottingham Zweiter und sicherte sich aufgrund eines Deals mit dem Sieger Ioannis Angelou-Konstas ein Preisgeld von umgerechnet knapp 950.000 US-Dollar. Im Anschluss an diesen Erfolg stand Foxen erstmals auf dem ersten Platz der Poker-Weltrangliste. Mitte Dezember 2018 belegte er beim Super High Roller Bowl im Aria Resort & Casino am Las Vegas Strip den zweiten Platz und erhielt dafür ein Preisgeld von mehr als 2 Millionen US-Dollar. Insgesamt erspielte sich der Amerikaner im Kalenderjahr 2018 Preisgelder in Höhe von mehr als 6,5 Millionen US-Dollar. Am Jahresende wurde er als Global Poker Index Player of the Year ausgezeichnet und erhielt aufgrund dieser Leistung Anfang April 2019 einen Global Poker Award.

#### 2019: WPT-Titel und erneut Spieler des Jahres
Im Januar 2019 wurde Foxen bei einem 50.000 US-Dollar teuren Event des PokerStars Caribbean Adventures auf den Bahamas Zweiter und erhielt ein Preisgeld von mehr als 650.000 US-Dollar. Mitte April 2019 belegte er beim High Roller des Seminole Hard Rock Poker Showdown den zweiten Platz und sicherte sich aufgrund eines Deals mit Aaron Mermelstein 545.000 US-Dollar. Rund zwei Wochen später erreichte der Amerikaner bei der EPT in Monte-Carlo zwei Finaltische, was ihm Preisgelder von über 760.000 Euro einbrachte. Am 26. Juni 2019 wurde er von Stephen Chidwick als Weltranglistenerster abgelöst; Foxen stand zuvor für 37 Wochen in Serie – und damit so lange ununterbrochen wie bislang kein anderer Spieler – auf der Spitzenposition. Im Dezember 2019 gewann Foxen das WPT-Main-Event im Hotel Bellagio. Dafür setzte er sich gegen 1034 andere Spieler durch und sicherte sich eine Siegprämie von mehr als 1,6 Millionen US-Dollar. Durch diesen Erfolg sammelte er über das Kalenderjahr 2019 hinweg erneut die meisten Turnierpunkte im Global Poker Index (GPI) und wurde, wie schon im Vorjahr, als GPI Player of the Year sowie mit einem Global Poker Award ausgezeichnet. Nachdem er sich zuvor mehrfach mit Chidwick als Weltranglistenerster abgewechselt hatte, übernahm er auch wieder die Führung der Weltrangliste und hielt sie bis Mitte des Jahres 2020. Insgesamt erspielte sich der Amerikaner im Jahr 2019 Preisgelder von knapp 6,5 Millionen US-Dollar.

#### Seit 2020: Kontroverse um COVID-Impfung und erstes Bracelet
Im Januar 2020 belegte Foxen bei der A$100.000 Challenge der Aussie Millions Poker Championship in Melbourne den mit mehr als 1,1 Millionen Australischen Dollar dotierten zweiten Platz. Während der Poker Masters im Aria Resort & Casino erzielte er im September 2021 drei Geldplatzierungen und sicherte sich Preisgelder von mehr als 700.000 US-Dollar. An der ab Ende September 2021 ausgespielten WSOP 2021 konnte der Amerikaner nicht teilnehmen, da er die zum Spielen notwendige COVID-19-Impfung nicht vorweisen konnte. Kritische Äußerungen zur Impfung, die er und seine zu diesem Zeitpunkt Verlobte Kristen Bicknell bereits monatelang auf Twitter verbreitet hatten, wurden in der Pokergemeinde kontrovers diskutiert. Bei den US Poker Open im Aria gewann Foxen im März 2022 das siebte Event und erzielte insgesamt vier Geldplatzierungen, was ihm Preisgelder von rund 575.000 US-Dollar sowie den dritten Platz beim Rennen um die US Poker Open Championship einbrachte. Anfang April 2022 belegte er nach vierstündigem Heads-Up gegen Andrew Lichtenberger den mit über 500.000 US-Dollar dotierten zweiten Platz beim Super High Roller des Seminole Hard Rock Poker Showdown in Hollywood. Bei der WSOP 2022, die erstmals im Bally’s Las Vegas und Paris Las Vegas ausgespielt wurde, gewann Foxen das Super High Roller, das mit seinem Buy-in von 250.000 US-Dollar das teuerste Event auf dem Turnierplan war. Dafür setzte er sich gegen ein 56-köpfiges Teilnehmerfeld durch und erhielt ein Bracelet sowie sein bislang höchstes Preisgeld von über 4,5 Millionen US-Dollar. Zum 1. März und 26. April 2023 übernahm der Amerikaner wieder für jeweils drei Wochen die Weltranglistenführung. Bei der WSOP 2023 wurde der Amerikaner beim 50.000 US-Dollar teuren High Roller Vierter und sicherte sich mehr als 500.000 US-Dollar.

#### Preisgeldübersicht
| Jahr   | Preisgeld (in $) | Turniersiege |
| ------ | ---------------- | ------------ |
| 2012   | 22.421           | 1            |
| 2013   | 556              | 0            |
| 2014   | 18.001           | 0            |
| 2015   | 133.222          | 0            |
| 2016   | 339.450          | 1            |
| 2017   | 1.716.078        | 1            |
| 2018   | 6.632.556        | 5            |
| 2019   | 6.346.433        | 2            |
| 2020   | 1.963.190        | 1            |
| 2021   | 2.875.060        | 2            |
| 2022   | 7.021.483        | 5            |
| 2023   | 4.138.553        | 3            |
| 2024   | 158.000          | 0            |
| gesamt | 31.365.003       | 21           |